# El Retiro (Panama)
El Retiro ist ein Corregimiento des Bezirks Antón in der Provinz Coclé in Panama. Bei der Volkszählung im Jahr 2023 hatte es 2937 Einwohner. Das Corregimiento erstreckt sich über eine Fläche von 69,5 km².

## Bevölkerung
Die folgende Tabelle zeigt die Bevölkerung des Corregimientos El Retiro, wie es in den Volkszählungen 2000, 2010 und 2023 erfasst wurde.
| Jahr         | 2000 | 2010 | 2023 |
| ------------ | ---- | ---- | ---- |
| Einwohner    | 1998 | 2303 | 2937 |
| davon Männer | 1092 | 1226 | 1530 |
| davon Frauen | 906  | 1077 | 1407 |

## Orte
Im Corregimiento El Retiro befinden sich folgende Orte:
- Caballerito
- El Chirú
- El Espino
- El Jobo
- El Marañón
- El Retiro
- La Pedregosa
- La Soledad
- Llano Bonito No.1
- Llano Grande
- Llano Grande News
- Los Reyes
- Los Samaniegos
- Los Torreros
- Panamacito
- Paraíso Escondido
- San José No.2